# Pandora otukai
Pandora otukai is een tweekleppigensoort uit de familie van de Pandoridae. De wetenschappelijke naam van de soort is voor het eerst geldig gepubliceerd in 1952 door Habe.